# Rajmund Galon
Rajmund Galon (14. srpna 1906 Rynek – 19. června 1986 Toruń) byl polský geograf, profesor univerzity Toruni a člen Polské AV (PAN) (1969). Zabýval se glaciologií Polska a regionální geografií.